# ГЕС Тунцзєцзи
ГЕС Tóngjiēzi (铜街子水电站) — гідроелектростанція у центральній частині Китаю в провінції Сичуань. Знаходячись між ГЕС Gōngzuǐ (вище по течії) та ГЕС Шавань, входить до складу каскаду на річці Дадухе, правій притоці Міньцзян (великий лівий доплив Янцзи).
В межах проекту річку перекрили комбінованою греблею, яка включає розташовану поперек русла бетонну ділянку та приєднану до неї під прямим кутом лівобережну кам'яно-накидну секцію. Споруда має висоту 82 метра, довжину 1085 метрів та утримує водосховище з об'ємом 200 млн м3, в якому припустиме коливання рівня поверхні у операційному режимі між позначками 469 та 474 метра НРМ (під час повені до 477,7 метра НРМ.
Пригреблевий машинний зал обладнали чотирма турбінами типу Каплан, які первісно мали потужність по 150 МВт, а після проведеної у 2012—2016 роках модернізації досягли показника у 175 МВт. Вони використовують напір від 28 до 40 метрів (номінальний напір 31 метр) та забезпечують виробництво 3210 млн кВт-год електроенергії на рік.
Видача продукції відбувається по ЛЕП, розрахованій на роботу під напругою 220 кВ.
Спорудження комплексу потребувало екскавації 4,1 млн м3 та відсипки 2,5 млн м3 породи, а також використання 2,7 млн м3 бетону.